# Francisco Ferraro
Francisco "Pancho" Ferraro (Buenos Aires, 21 de mayo de 1945) es un exfutbolista y exentrenador argentino.

## Clubes

### Como jugador
| Club                        | País      | Año       |
| --------------------------- | --------- | --------- |
| Chacarita Juniors           | Argentina | 1966-1968 |
| Nueva Chicago               | Argentina | 1969-1970 |
| All Boys                    | Argentina | 1971      |
| Altos Hornos Zapla          | Argentina | 1974-1975 |
| Atlético Tucumán            | Argentina | 1976      |
| Gimnasia y Esgrima de Jujuy | Argentina | 1977      |
| Atlético Tucumán            | Argentina | 1978      |
| Valencia F. C.              | Venezuela | 1978      |

### Como entrenador
| Club                                    | País      | Año       |
| --------------------------------------- | --------- | --------- |
| Club Atlético Concepción de La Banda    | Argentina | 1983      |
| Club Atlético Villegas                  | Argentina | 1986-1987 |
| Altos Hornos Zapla                      | Argentina | 1991-1992 |
| Deportivo Español                       | Argentina | 1993      |
| Gimnasia y Esgrima de Jujuy             | Argentina | 1993-1996 |
| Huracán                                 | Argentina | 1997-1998 |
| Colón                                   | Argentina | 1998-1999 |
| Estudiantes de La Plata                 | Argentina | 1999-2000 |
| Real Valladolid Club de Fútbol          | España    | 2000-2001 |
| Nueva Chicago                           | Argentina | 2002-2003 |
| Gimnasia y Esgrima de Jujuy             | Argentina | 2004      |
| Selección de fútbol sub-20 de Argentina | Argentina | 2005      |
| Belgrano                                | Argentina | 2007      |
| San Martín Tucumán                      | Argentina | 2009      |
| Gimnasia y Esgrima de Jujuy             | Argentina | 2010-2011 |

### Estadísticas como entrenador
| Equipo                                | Div.           | Torneo                                 | Estadísticas | Estadísticas | Estadísticas | Estadísticas | Estadísticas | Estadísticas | Estadísticas | Estadísticas |
| Equipo                                | Div.           | Torneo                                 | PJ           | G            | E            | P            | GF           | GC           | DG           | Efectividad  |
| ------------------------------------- | -------------- | -------------------------------------- | ------------ | ------------ | ------------ | ------------ | ------------ | ------------ | ------------ | ------------ |
| Deportivo Español Argentina           | 1.ª            | Clausura 1993                          | 18           | 9            | 4            | 5            | 24           | 16           | +8           | 61%          |
| Deportivo Español Argentina           | 1.ª            | Copa Conmebol 1993                     | 1            | 0            | 1            | 0            | 1            | 1            | 0            | 50%          |
| Total                                 | Total          | Total                                  | 19           | 9            | 5            | 5            | 25           | 17           | +8           | 60,52%       |
| Gimnasia y Esgrima de Jujuy Argentina | 2ª             | Nacional B 1993-94                     | 42           | 21           | 16           | 5            | 66           | 36           | +30          | 67,86%       |
| Gimnasia y Esgrima de Jujuy Argentina | 1.ª            | Primera División 1994-95               | 38           | 10           | 12           | 16           | 32           | 47           | -15          | 40,51%       |
| Gimnasia y Esgrima de Jujuy Argentina | 1.ª            | Primera División 1995-96               | 38           | 14           | 7            | 17           | 50           | 67           | -17          | 42,98%       |
| Total                                 | Total          | Total                                  | 118          | 45           | 35           | 38           | 148          | 150          | -2           | 48,02%       |
| Colón Argentina                       | 1.ª            | Clausura 1997                          | 19           | 9            | 8            | 2            | 36           | 28           | +10          | 61,40%       |
| Total                                 | Total          | Total                                  | 19           | 9            | 8            | 2            | 36           | 28           | +10          | 61,40%       |
| Huracán Argentina                     | 1.ª            | Apertura 1997                          | 14           | 3            | 2            | 9            | 16           | 24           | -8           | 26%          |
| Total                                 | Total          | Total                                  | 14           | 3            | 2            | 9            | 16           | 24           | -8           | 26%          |
| Colón Argentina                       | 1.ª            | Apertura 1998                          | 19           | 7            | 5            | 7            | 28           | 27           | +1           | 45,61%       |
| Colón Argentina                       | 1.ª            | Clausura 1999                          | 11           | 3            | 4            | 4            | 14           | 13           | +1           | 39,39%       |
| Total                                 | Total          | Total                                  | 30           | 10           | 9            | 11           | 42           | 40           | +2           | 43%          |
| Total en Colon                        | Total en Colon | Total en Colon                         | 49           | 19           | 17           | 13           | 78           | 68           | +10          | 50,34%       |
| Estudiantes de La Plata Argentina     | 1.ª            | Apertura 1999                          | 19           | 6            | 5            | 8            | 29           | 33           | -4           | 40,35%       |
| Estudiantes de La Plata Argentina     | 1.ª            | Clausura 2000                          | 2            | 0            | 1            | 1            | 1            | 4            | -3           | 16,67%       |
| Total                                 | Total          | Total                                  | 21           | 6            | 6            | 9            | 30           | 37           | -7           | 38,09%       |
| Real Valladolid · España              | 1.ª            | Primera División de España 2000-01     | 28           | 6            | 12           | 10           | 31           | 35           | -4           | 35,71%       |
| Real Valladolid · España              | 1.ª            | Copa del Rey de fútbol 2000-01         | 2            | 1            | 0            | 1            | 3            | 2            | +1           | 50%          |
| Total                                 | Total          | Total                                  | 30           | 7            | 12           | 11           | 34           | 37           | -3           | 36,67%       |
| Nueva Chicago Argentina               | 1.ª            | Clausura 2002                          | 11           | 5            | 2            | 4            | 10           | 11           | -1           | 51,51%       |
| Nueva Chicago Argentina               | 1.ª            | Apertura 2002                          | 10           | 1            | 4            | 5            | 6            | 12           | -6           | 23%          |
| Total                                 | Total          | Total                                  | 21           | 6            | 6            | 9            | 16           | 23           | -7           | 38,09%       |
| Selección Sub-20 Argentina            | -              | Campeonato Sudamericano Sub-20 de 2005 | 9            | 5            | 4            | 0            | 19           | 4            | +15          | 70,37%       |
| Selección Sub-20 Argentina            | -              | Copa Mundial de Fútbol Sub-20 de 2005  | 7            | 6            | 0            | 1            | 12           | 5            | +7           | 85,71%       |
| Total                                 | Total          | Total                                  | 16           | 11           | 4            | 1            | 31           | 9            | +22          | 77,08%       |
| Belgrano Argentina                    | 1.ª            | Clausura 2007                          | 6            | 2            | 2            | 2            | 8            | 5            | +3           | 44%          |
| Belgrano Argentina                    | 2ª             | Primera B Nacional 2007-08             | 14           | 6            | 3            | 5            | 14           | 15           | -1           | 50%          |
| Total                                 | Total          | Total                                  | 20           | 8            | 5            | 7            | 22           | 20           | +2           | 48,33%       |
| San Martín Tucumán Argentina          | 2ª             | Primera B Nacional 2009-10             | 15           | 5            | 5            | 5            | 22           | 19           | +3           | 44%          |
| Total                                 | Total          | Total                                  | 15           | 5            | 5            | 5            | 22           | 19           | +3           | 44%          |
| Gimnasia y Esgrima de Jujuy Argentina | 2ª             | Primera B Nacional 2010-11             | 38           | 13           | 15           | 10           | 40           | 41           | -1           | 47,37%       |
| Total                                 | Total          | Total                                  | 38           | 13           | 15           | 10           | 40           | 41           | -1           | 47,37%       |

## Palmarés

### Como entrenador
- Campeonato Nacional B 1993-94
- Copa Mundial de Fútbol Sub-20 de 2005
- Torneo TIFA Intercolegiales

- Datos: Q16568953